# Bobby Boyd
Robert Dean Boyd (Dallas, 3 dicembre 1937 – Garland, 28 agosto 2017) è stato un giocatore di football americano statunitense che ha giocato nel ruolo di cornerback per tutta la carriera con i Baltimore Colts della National Football League (NFL). Al college giocò a football ad Oklahoma.

## Carriera professionistica
Boy fu scelto dai Baltimore Colts nel decimo giro (119º assoluto) del Draft NFL 1960, giocandovi per tutta la carriera. I suoi 57 intercetti (ritornati per 994 yard e 2 touchdown) sono ancora un record di franchigia. Fu convocato per due Pro Bowl, nel 1964 e nel 1968, ritirandosi dopo la sconfitta nel Super Bowl III contro i New York Jets. Due anni dopo vinse il Super Bowl V come membro dello staff di allenatori dei Colts.

## Palmarès
- Convocazioni al Pro Bowl: 2

1964, 1968
- First-team All-Pro: 3
- Leader della NFL in intercetti: 1

1965
- Formazione ideale della NFL degli anni 1960

## Statistiche
| Partite totali | 121 |
| Intercetti     | 57  |